# شیزوکا کودو
شیزوکا کودو (انگلیسی: Shizuka Kudo؛ زادهٔ ۱۴ آوریل ۱۹۷۰) موسیقی‌دان اهل ژاپن است. وی از سال ۱۹۸۶ میلادی تاکنون مشغول فعالیت بوده‌است.